# A musical affair
A musical affair (Un asunto musical en español) publicado en el 2013, es el sexto álbum de estudio de Il Divo, grupo musical internacional que interpreta temas de crossover clásico.  
 El grupo está comprendido por un cuarteto vocal de cantantes masculinos: el tenor suizo Urs Bühler, el barítono español Carlos Marín, el tenor estadounidense David Miller y el cantante pop francés Sébastien Izambard.
Con el disco, se realizó la gira musical A Musical Affair World Tour. 

## Lanzamiento
El álbum fue publicado el 5 de noviembre de 2013.
Para presentar el disco, realizaron una serie de seis únicos conciertos en el Marquis Theater de Broadway del 7 al 13 de noviembre de 2013, denominado «Il Divo - A Musical Affair: The Greatest Songs of Broadway», conciertos en los que Il Divo interpretó los temas incluidos en su séptimo álbum, canciones conocidas, pero a la vez con un aporte de un sonido y un concepto nuevos y en Broadway; algo nuevo y más teatral.
La cantante ganadora de premios Tony y Grammy Heather Headley, que colabora en el álbum, también asistió de invitada especial durante las funciones en el Marquis Theater. David citó que «traer un espectáculo a un teatro de Broadway en Nueva York será una experiencia única. Estar en mitad de Times Square, la cuna de los musicales de Broadway nos ayudará a subir el listón. Y que nuestro nombre aparezca en el cartel iluminado del teatro Marriot Marquis será absolutamente maravilloso».

## Grabación
El álbum producido por Steve Mac se grabó entre Florida, Londres, Bélgica, Nueva York, California, Barcelona, Washington D. C. y Eslovaquia en los estudios de grabación de:
- Bank Atlantic Center de Fort Lauderdale, Florida.[1]
- Britannia Row Studios de Londres, Inglaterra.[1]
- Icp Studios de Bruselas, Bélgica.[1]
- Madison Square Garden de Nueva York.[1]
- Nightbird Studios de Los Ángeles, California.[1]
- SARM Studios de Londres, Inglaterra.[1]
- Sentir Estudis de Barcelona, España.[1]
- Studio 2 de Slovak Radio en Bratislava, Eslovaquia.[1]
- Tonopro Studios de Barcelona, España.[1]
- Verizon Center de Washington D. C., Estados Unidos.[1]

## Temas
A Musical Affair que muestra la ya distintiva interpretación romántica y emotiva de Il Divo en clásicos musicales en los temas Memory del musical de Cats a dúo con Nicole Scherzinger; Can you feel the love tonight Fel musical de El Rey León a dúo con Heather Headley; Bring him Home del musical de Les Miserables; Tonight del musical de West side story; All I ask of you del musical de El Fantasma de la Ópera a dúo con Kristin Chenoweth; Some enchanted evening del musical South Pacific; Who can I turn to? del musical de 1965 The Roar of the Greasepaint – The Smell of the Crowd; Who whants to live forever? del musical de We will rock you; You'll never walk alone del musical de Carrusel; If ever I would leave you del musical de Camelot; Love changes everthing del musical de Aspects of love a dúo con Michael Ball y The music of the night del musical de El Fantasma de la ópera a dúo con Barbra Streisand. 
Los temas fueron grabados con la música de The Bratislava Symphony Orchestra. 
A Musical Affair. French versión con temas interpretados parcial o totalmente en francés:  Belle a dúo con Florent Pagny y Le temps des cathédrales a dúo con Vincent Niclo, ambas del musical de Notre-Dame de Paris, Memory interpretado con Hélène Ségara, Can you feel the love tonight interpretado con Lisa Angell, Who wants to live forever? a dúo con Anggun del musical de We will rock you, Aimer del musical de Roméo et Juliette, de la haine à l'amour con Natasha St-Pier y L'envie d'aimer del musical Les dix commandements interpretado con Sonia Lacen.

### Sencillos
- «Can you feel the love tonight»
- «The music of the night»
- «Aimer»

### Lista de temas

#### Edición Internacional
| N.º   | Título                                                                                          | Escritor(es)                                       | Duración |  |
| 1.    | «Memory» (del musical de Cats con Nicole Scherzinger)                                           | Andrew Lloyd Webber                                | 4:28     |  |
| 2.    | «Can you feel the love tonight?» (del musical de El Rey León con Heather Headley)               | Elton John, Tim Rice                               | 4:08     |  |
| 3.    | «Bring him home» (del musical de Los Miserables)                                                | Alain Boublil y Jean-Marc Natel                    | 3:25     |  |
| 4.    | «Tonight» (del musical de West side story)                                                      | Leonard Bernstein                                  | 2:50     |  |
| 5.    | «All i ask of you» (del musical de El Fantasma de la Ópera con Kristin Chenoweth)               | Andrew Lloyd Webber, Charles Hart, Richard Stilgoe | 4:29     |  |
| 6.    | «Some enchanted evening» (del musical de South Pacific)                                         | Richard Rodgers, Oscar Hammerstein II              | 3:15     |  |
| 7.    | «Who can i turn to?» (del musical de 1965 The Roar of the Greasepaint – The Smell of the Crowd) | Leslie Bricusse, Anthony Newley                    | 3:28     |  |
| 8.    | «Who wants to live forever?» (del musical de We Will Rock You)                                  | Brian May                                          | 3:36     |  |
| 9.    | «You'll never walk alone» (del musical de Carrusel)                                             | Richard Rodgers, Oscar Hammerstein II              | 3:39     |  |
| 10.   | «If ever i would leave you» (del musical de Camelot)                                            | Alan Jay Lerner, Frederick Loewe                   | 3:03     |  |
| 11.   | «Love changes everything» (del musical de Aspects of Love con Michael Ball)                     | Andrew Lloyd Webber                                | 3:48     |  |
| 12.   | «The music of the night» (del musical de El Fantasma de la ópera con Barbra Streisand)          | Andrew Lloyd Webber                                | 4:17     |  |
| 40:38 |                                                                                                 |                                                    |          |  |

#### Edición Francesa
| N.º | Título                                                                                             | Escritor(es)                      | Duración |  |
| 1.  | «Belle» (interpretado con Florent Pagny del musical de Notre-Dame de París)                        | Luc Plamondon, Riccardo Cocciante | 4:39     |  |
| 2.  | «Le temps des cathédrales» (interpretado con Vincent Niclo de Notre-Dame de París)                 | Luc Plamondon, Riccardo Cocciante | 3:17     |  |
| 3.  | «Memory» (interpretado con Hélène Ségara del musical de Cats)                                      | Andrew Lloyd Webber               | 4:23     |  |
| 4.  | «Can you feel the love tonight» (interpretado con Lisa Angell del musical de El Rey León)          | Elton John, Tim Rice              | 4:04     |  |
| 5.  | «Who wants to live forever?» (interpretado con Anggun del musical de We Will Rock You)             | Brian May                         | 4:33     |  |
| 6.  | «Aimer» (interpretado con Natasha St-Pier del musical de Roméo et Juliette, de la haine à l'amour) | Gérard Presgurvic                 | 2:49     |  |
| 7.  | «L'envie d'aimer» (interpretado con Sonia Lacen del musical Les Dix Commandements.)                | Daniel Lévi                       | 5:14     |  |

## Edición especial
Se editaron dos ediciones especiales en 2014.
A Musical Affair Exclusive
Incluye las canciones de A Musical Affair versión estándar junto con DVD de cómo se grabó el disco y un calendario de 15 páginas.
A Musical Affair. Versión Française
El 24 de noviembre de 2014 se edita una edición especial del sexto álbum «A Musical Affair. French Versión» con nuevos temas con cantantes franceses, interpretados parcial o totalmente en francés con los temas Belle a dúo con Florent Pagny y Le temps des cathédrales a dúo con Vincent Niclo, ambas del musical de Notre-Dame de Paris, Memory interpretado con Hélène Ségara, Can you feel the love tonight interpretado con Lisa Angell, Who wants to live forever? a dúo con Anggun del musical de We will rock you, Aimer del musical de Roméo et Juliette, de la haine à l'amour con Natasha St-Pier y L'envie d'aimer del musical Les dix commandements interpretado con Sonia Lacen.
Para promocionar el disco, grabaron un total de cinco videoclips con de las canciones en francés individualmente con los artistas invitados, a inicios del mes de septiembre del 2014, en los teatros parisinos Théâtre du Gymnase y Théâtre du Châtelet.

## Personal

### Il Divo
- Carlos Marín
- Sébastien Izambard
- David Miller
- Urs Bühler